# محافظة كوانغ ناي
محافظة كوانغ ناي  ( بالفيتنامية : Quảng Ngãi ) هي إحدى محافظات فيتنام. وتقع في الساحل وسط جنوبي.

## أعلام
- تشينغ هاي
- فان ثان هو
- ترونج شينه
- بيتر إس. كونور
- تران دوك لوون

## روابط إضافية
- Quang Ngai People's Committee
- Dung Quat Economic Zone نسخة محفوظة 4 فبراير 2007 على موقع واي باك مشين.
- Website of Quang Ngai Youth نسخة محفوظة 28 سبتمبر 2007 على موقع واي باك مشين.
- Hotels in Quang Ngai
- Vietnam National Administration of Tourism
- Sai Gon tourist holding company